# Velocípede

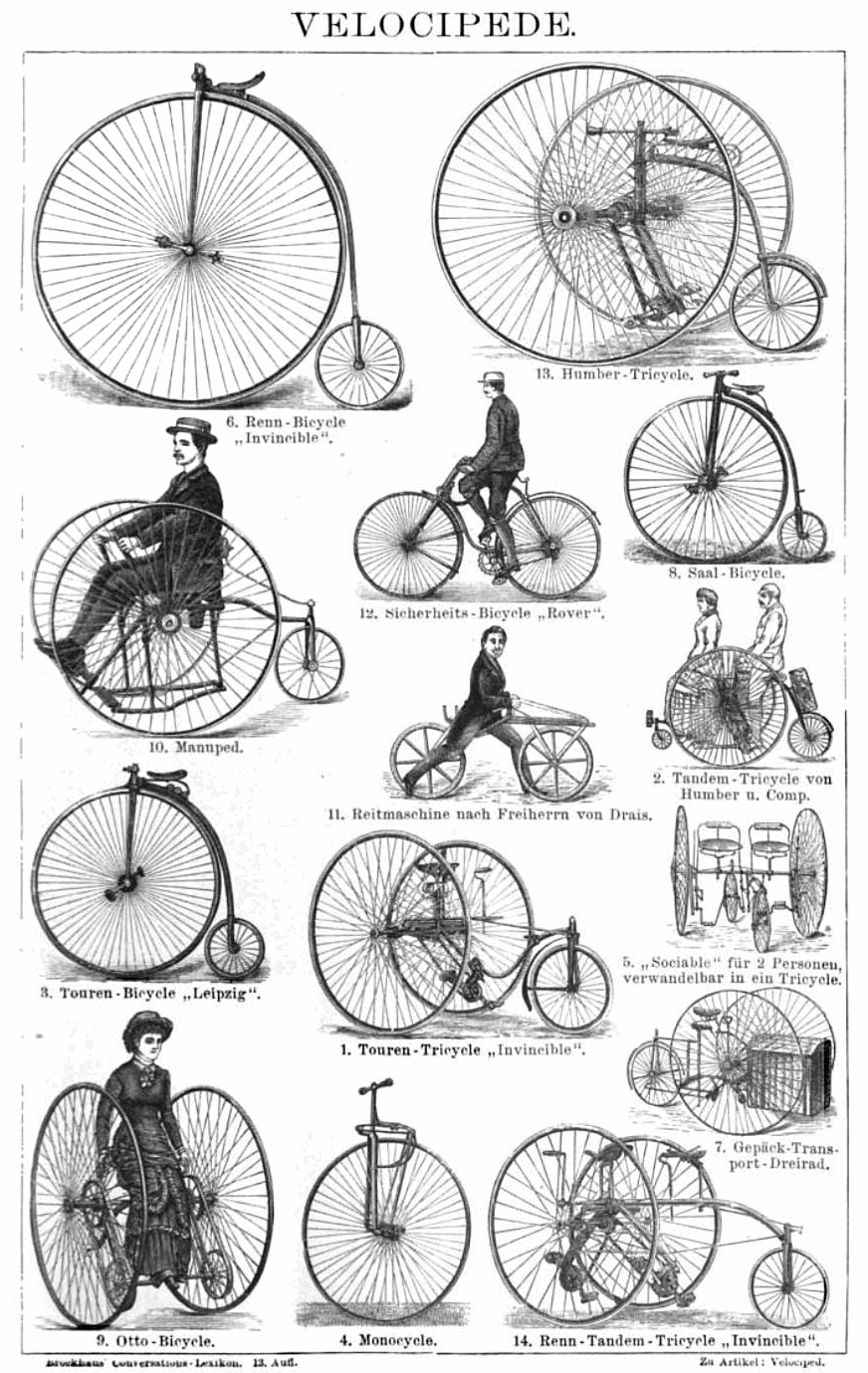
Diferentes tipos de velocipedes

Velocípede (termo derivado do latim e que significa "pés rápidos") é um termo geral que simboliza qualquer veículo de tração humana composto com uma ou mais rodas. Os tipos mais comuns de velocípedes são a bicicleta e o triciclo.
O termo foi cunhado pelo francês Joseph Nicéphore Niépce em 1818 para descrever sua versão do Laufmaschine, que foi inventado pelo alemão Karl Drais em 1817. Atualmente, o termo "velocípede" se utiliza para descrever os principais tipos de veículo de tração humana como monociclo, bicicleta, triciclo e o quadriciclo.